# 콜로녀현

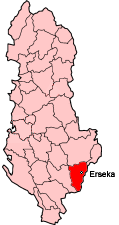
콜로녀 현의 위치

콜로녀현(알바니아어: Rrethi i Kolonjës)은 알바니아를 구성하는 36개 현 가운데 하나로, 현청 소재지는 에르세커이며 면적은 805km2, 인구는 17,000명(2004년 기준)이다. 행정 구역상으로는 코르처 주에 속한다.